# Jennifer Rovero
Jennifer Rovero (Austin, Texas, 12 de diciembre de 1978) es una modelo estadounidense. que fue elegida  playmate de enero de 1999 de la revista playboy. Además también apareció en varios videos playboy y fue modelo de portada de la edición de octubre de 1999.
Rovero se denomina a sí misma Forrest Gump porque siempre se encuentra en situaciones interesantes, como en el mundial de fútbol 2010 de Sudáfrica donde, ejerciendo como fotógrafa, para Paris Hilton, fue detenida en las afueras del estadio por fumar un cigarro de marihuana.
Desde 2010, Rovero es una madre soltera que reside con sus dos hijos en Nueva York.